# Lijst van voetbalinterlands Nederland - Tsjechië (mannen)
Deze lijst van voetbalinterlands is een overzicht van alle officiële voetbalwedstrijden tussen de nationale teams van Nederland en Tsjechië hebben tot op heden twaalf keer tegen elkaar gespeeld. De eerste ontmoeting, een kwalificatiewedstrijd voor het Europees kampioenschap voetbal 1996, werd gespeeld in Rotterdam op 16 november 1994. De laatste confrontatie, een achtste finale tijdens het Europees kampioenschap voetbal 2020 vond plaats op 27 juni 2021 in Boedapest (Hongarije).

## Wedstrijden
| №  | № Int NED | Plaats    | Datum             | Competitie           | Wedstrijd            | Uitslag |
| -- | --------- | --------- | ----------------- | -------------------- | -------------------- | ------- |
| 1  | 513       | Rotterdam | 16 november 1994  | EK 1996 kwalificatie | Nederland − Tsjechië | 0 − 0   |
| 2  | 518       | Praag     | 26 april 1995     | EK 1996 kwalificatie | Tsjechië − Nederland | 3 − 1   |
| 3  | 565       | Eindhoven | 13 november 1999  | Vriendschappelijk    | Nederland − Tsjechië | 1 − 1   |
| 4  | 571       | Amsterdam | 11 juni 2000      | EK 2000              | Nederland − Tsjechië | 1 − 0   |
| 5  | 598       | Rotterdam | 29 maart 2003     | EK 2004 kwalificatie | Nederland − Tsjechië | 1 − 1   |
| 6  | 604       | Praag     | 10 september 2003 | EK 2004 kwalificatie | Tsjechië − Nederland | 3 − 1   |
| 7  | 615       | Aveiro    | 19 juni 2004      | EK 2004              | Nederland − Tsjechië | 2 − 3   |
| 8  | 621       | Amsterdam | 8 september 2004  | WK 2006 kwalificatie | Nederland − Tsjechië | 2 − 0   |
| 9  | 633       | Praag     | 8 oktober 2005    | WK 2006 kwalificatie | Tsjechië − Nederland | 0 − 2   |
| 10 | 753       | Praag     | 9 september 2014  | EK 2016 kwalificatie | Tsjechië − Nederland | 2 − 1   |
| 11 | 765       | Amsterdam | 13 oktober 2015   | EK 2016 kwalificatie | Nederland − Tsjechië | 2 − 3   |
| 12 | 825       | Boedapest | 27 juni 2021      | EK 2020              | Nederland − Tsjechië | 0 − 2   |

## Samenvatting
| Competitie        | Totaal gespeeld | Winst Nederland | Gelijk | Winst Tsjechië | Doelsaldo Nederland – Tsjechië |
| ----------------- | --------------- | --------------- | ------ | -------------- | ------------------------------ |
| WK-kwalificatie   | 2               | 2               | 0      | 0              | 4 − 0                          |
| EK-eindronde      | 3               | 1               | 0      | 2              | 3 − 5                          |
| EK-kwalificatie   | 6               | 0               | 2      | 4              | 6 − 12                         |
| Vriendschappelijk | 1               | 0               | 1      | 0              | 1 − 1                          |
| Totaal            | 12              | 3               | 3      | 6              | 14 − 18                        |

Wedstrijden bepaald door strafschoppen worden, in lijn met de FIFA, als een gelijkspel gerekend.

## Details

### Eerste ontmoeting
| EK 1996 kwalificatie (scheidsrechter Sándor Puhl, Rotterdam, 16 november 1994):   |       |          |
| Nederland                                                                         | 0 – 0 | Tsjechië |
|                                                                                   | goals |          |
| - Debuut van Youri Mulder (Schalke 04) en Patrick Kluivert (Ajax) voor Nederland. |       |          |

### Tweede ontmoeting
| EK 1996 kwalificatie (scheidsrechter Hellmut Krug, Praag, 26 april 1995): |       |             |
| Tsjechië                                                                  | 3 – 1 | Nederland   |
| Tomáš Skuhravý 48' Václav Němeček 53' Patrik Berger 61'                   | goals | 7' Wim Jonk |

### Derde ontmoeting
| Vriendschappelijk (scheidsrechter Dani Koren, Eindhoven, 13 november 1999): |       |                |
| Nederland                                                                   | 1 – 1 | Tsjechië       |
| Jaap Stam 59'                                                               | goals | 68' Jan Koller |

### Vierde ontmoeting
| EK 2000 (scheidsrechter Pierluigi Collina, Amsterdam, 11 juni 2000): |       |          |
| Nederland                                                            | 1 – 0 | Tsjechië |
| Frank de Boer 89' (pen.)                                             | goals |          |

### Vijfde ontmoeting
| EK 2004 kwalificatie (scheidsrechter Kim Milton Nielsen, Rotterdam, 29 maart 2003): |       |                |
| Nederland                                                                           | 1 – 1 | Tsjechië       |
| Ruud van Nistelrooy 45'                                                             | goals | 68' Jan Koller |
| - Honderdste interland van aanvoerder Frank de Boer (FC Barcelona) voor Nederland.  |       |                |

### Zesde ontmoeting
| EK 2004 kwalificatie (scheidsrechter Lucílio Batista, Praag, 10 september 2003): |       |                          |
| Tsjechië                                                                         | 3 – 1 | Nederland                |
| Jan Koller 15' Karel Poborský 38' Milan Baroš 90'                                | goals | 60' Rafael van der Vaart |

### Zevende ontmoeting
| EK 2004 (scheidsrechter Manuel Mejuto González, Aveiro, 19 juni 2004): |              | |
| Nederland | 2 – 3        | Tsjechië |
| Wilfred Bouma 4' Ruud van Nistelrooij 19' | goals        | 23' Jan Koller 71' Milan Baroš 88' Vladimír Šmicer |
| Dick Advocaat | bondscoach   | Karel Brückner |
| Edwin van der Sar John Heitinga Jaap Stam Wilfred Bouma Giovanni van Bronckhorst Clarence Seedorf 86' Phillip Cocu Edgar Davids Andy van der Meijde 79' Ruud van Nistelrooy Arjen Robben 59' | opstellingen | Petr Čech 24' Zdeněk Grygera Martin Jiránek Tomáš Ujfaluši Marek Jankulovski Karel Poborský Tomáš Rosický 62' Tomáš Galásek Pavel Nedvěd 74' Jan Koller Milan Baroš |
| Paul Bosvelt 59' Michael Reiziger 79' Rafael van der Vaart 86' | wissels      | 24' Vladimír Šmicer 62' Marek Heinz 74' David Rozehnal |
| Clarence Seedorf 9' | gele kaarten | 55' Tomáš Galásek |
| John Heitinga 26', 75' | rode kaarten | |

### Achtste ontmoeting
| WK 2006 kwalificatie (scheidsrechter Markus Merk, Amsterdam, 8 september 2004): |       |          |
| Nederland                                                                       | 2 – 0 | Tsjechië |
| Pierre van Hooijdonk 33' Pierre van Hooijdonk 84'                               | goals |          |

### Negende ontmoeting
| WK 2006 kwalificatie (scheidsrechter Alain Sars, Praag, 8 oktober 2005):                                                                                        |              | |
| Tsjechië | 0 – 2        | Nederland |
| | goals        | 32' Rafael van der Vaart 38' Barry Opdam |
| Karel Brückner | bondscoach   | Marco van Basten |
| Petr Čech Zdeněk Grygera David Rozehnal Tomáš Ujfaluši Martin Jiránek 44' Karel Poborský Tomáš Galásek Tomáš Rosický Jan Polák 67' Jiří Štajner 76' Milan Baroš | opstellingen | Edwin van der Sar 84' Jan Kromkamp 57' Khalid Boulahrouz Barry Opdam Giovanni van Bronckhorst Denny Landzaat Hedwiges Maduro Rafael van der Vaart Dirk Kuijt Ruud van Nistelrooy 76' Arjen Robben |
| Vladimír Šmicer 44' Marek Heinz 67' David Jarolím 76' | wissels      | 57' Ron Vlaar 76' Robin van Persie 84' Nigel de Jong |
| Tomáš Ujfaluši 14' Tomáš Galásek 23' Milan Baroš 69' | gele kaarten | 10' Jan Kromkamp 82' Giovanni van Bronckhorst |
| - Debuut van Ron Vlaar (AZ Alkmaar) voor Nederland. |              | |

### Tiende ontmoeting
| EK 2016 kwalificatie (scheidsrechter Gianluca Rocchi, Praag, 9 september 2014):                                                                                          |              | |
| Tsjechië | 2 – 1        | Nederland |
| Bořek Dočkal 21' Václav Pilař 90+1' | goals        | 55' Stefan de Vrij |
| Pavel Vrba | bondscoach   | Guus Hiddink |
| Petr Čech Václav Procházka Michal Kadlec David Limberský Tomáš Rosický Lukáš Vácha 81' Bořek Dočkal Ladislav Krejčí 66' Vladimír Darida Pavel Kadeřábek David Lafata 72' | opstellingen | Jasper Cillessen Daryl Janmaat 38' Joël Veltman Stefan de Vrij Bruno Martins Indi Wesley Sneijder Nigel de Jong Georginio Wijnaldum Daley Blind Robin van Persie Memphis Depay |
| Václav Pilař 66' Matěj Vydra 72' Daniel Kolář 81' | wissels      | 38' Luciano Narsingh |
| Václav Procházka 8' David Limberský 90+3' | gele kaarten | 71' Bruno Martins Indi |

### Elfde ontmoeting
| EK 2016 kwalificatie (scheidsrechter Damir Skomina, Amsterdam, 13 oktober 2015):                                                                                                  |              | |
| Nederland | 2 – 3        | Tsjechië |
| Klaas-Jan Huntelaar 70' Robin van Persie 83' | goals        | 24' Pavel Kadeřábek 35' Josef Šural 66' (e.d.) Robin van Persie |
| Danny Blind | bondscoach   | Pavel Vrba |
| Jeroen Zoet Jeffrey Bruma Virgil van Dijk 64' Kenny Tete Jaïro Riedewald 39' Wesley Sneijder Georginio Wijnaldum Daley Blind Klaas-Jan Huntelaar Memphis Depay Anwar El Ghazi 69' | opstellingen | Petr Čech Marek Suchý Michal Kadlec Theodor Gebre Selassie Pavel Kadeřábek 86' Jaroslav Plašil David Pavelka Vladimír Darida Jiří Skalák 46' Tomáš Necid 71' Josef Šural |
| Robin van Persie 39' Bas Dost 64' Jeremain Lens 69' | wissels      | 46' Václav Procházka 71' Tomáš Kalas 86' Milan Škoda |
| Klaas-Jan Huntelaar 20' Daley Blind 30' Robin van Persie 84' Wesley Sneijder 88'                                                                                                  | gele kaarten | 41' Jiří Skalák 90+2' Theodor Gebre Selassie |
| | rode kaarten | 43' Marek Suchý |

### Twaalfde ontmoeting
| EK 2020 Achtste finale (scheidsrechter Sergej Karasjov, Boedapest, Hongarije, 27 juni 2021): |              | |
| Nederland | 0 – 2        | Tsjechië |
| | goals        | 68' Tomáš Holeš 80' Patrik Schick |
| Frank de Boer | bondscoach   | Jaroslav Šilhavý |
| Maarten Stekelenburg Daley Blind 81' Patrick van Aanholt 81' Stefan de Vrij Denzel Dumfries Matthijs de Ligt Georginio Wijnaldum Marten de Roon 73' Frenkie de Jong Memphis Depay Donyell Malen 57' | opstellingen | Tomáš Vaclík Ondřej Čelůstka Pavel Kadeřábek Vladimír Coufal Tomáš Kalas 85' Tomáš Holeš 79' Lukáš Masopust 85' Petr Ševčík Tomáš Souček 90+2' Antonín Barák 90+2' Patrik Schick |
| Quincy Promes 57' Wout Weghorst 73' Steven Berghuis 81' Jurriën Timber 81' | wissels      | 79' Jakub Jankto 85' Alex Král 85' Adam Hložek 90+2' Michal Sadílek 90+2' Michael Krmenčík                                                                                       |
| Denzel Dumfries 46' Frenkie de Jong 84' | gele kaarten | 56' Vladimír Coufal |
| Matthijs de Ligt 55' | rode kaarten | |